# Commonwealth District (distrikt i Montserrado County)
Commonwealth District är ett distrikt i Liberia.   Det ligger i regionen Montserrado County, i den västra delen av landet, 17 km nordost om huvudstaden Monrovia.